# Pinatubo
Vous lisez un « bon article » labellisé en 2009.
Le Pinatubo est un stratovolcan actif situé dans l'ouest de l'île de Luçon aux Philippines, à moins d'une centaine de kilomètres au nord-ouest de la capitale Manille. Considéré comme éteint et recouvert d'une épaisse forêt tropicale habitée par des milliers de personnes de l'ethnie Aeta, le volcan se réveille en juin 1991 après 500 ans de sommeil.
Cette éruption volcanique, qui s'achève le 2 septembre 1991, est l'une des plus importantes du XXe siècle, avec des conséquences à l'échelle planétaire. Le volume de matériaux émis est estimé à 10 km3, dont une grande partie est éjectée dans l'atmosphère, provoquant un refroidissement général d'environ un demi-degré en moyenne pendant un à deux ans, le reste retombant sur une grande partie de l'Asie du Sud-Est. Les abords du volcan sont bouleversés, avec la formation d'une caldeira, une perte d'altitude considérable pour la montagne, la destruction de la forêt et des espèces animales qui y vivaient, ainsi que le comblement des vallées sur des centaines de mètres d'épaisseur par des matériaux qui provoquent des lahars, et ce, plusieurs années après la fin de l'éruption. L'évacuation de 100 000 personnes en quarante-huit heures, les moyens d'information et de prévention mis en place pour les populations locales, pendant et après l'éruption, ont permis de contenir l'ampleur des pertes humaines. Le bilan humain s'élève à moins de 1 000 morts. Le bilan économique est lourd, puisque des villes et villages entiers ont disparu, des zones agricoles sont rendues impropres aux cultures, des milliers d'animaux domestiques sont morts, et des infrastructures privées, publiques et de transport ont été détruites.
Après son éruption de 1991, le Pinatubo commence à redevenir un atout pour la région puisque de nombreux touristes, notamment philippins, désirent gravir la montagne pour admirer ses paysages et surtout son lac de cratère acide rempli dès la fin des éruptions.

## Toponymie
Pinatubo est un terme aussi bien utilisé en tagalog ou en sambal et qui signifie en français « qui a fait grandir », ce qui tendrait à prouver qu'il existe une connaissance du caractère volcanique de la montagne aux alentours des années 1500. Cependant, il n'y a pas de tradition orale au sujet d'éruptions violentes encore plus anciennes chez les autochtones. Il pourrait simplement être interprété comme une région fertile où les céréales poussent.

## Géographie

### Situation

Carte des monts Zambales avec le Pinatubo dans leur moitié méridionale.

Le Pinatubo se trouve dans le nord des Philippines, dans l'ouest de l'île de Luçon. Il est situé dans la moitié méridionale des monts Zambales essentiellement formés par le plissement provoqué par le glissement de la plaque eurasiatique sous la plaque philippine le long de la fosse de Manille. Cette chaîne de montagnes contient quelques volcans de subduction, dont le Pinatubo qui est le membre le plus septentrional, qui font partie de la ceinture de feu du Pacifique. Cette chaîne de montagnes orientée nord-nord-ouest—sud-sud-est court le long d'une partie de la côte occidentale de Luçon en séparant la plaine centrale de Luçon à l'est de la mer de Chine méridionale à l'ouest. Ses deux extrémités se prolongent dans la mer de Chine méridionale, la péninsule nord délimitant le golfe de Lingayen et celle du sud, la péninsule de Bataan, délimitant la baie de Manille.
Le Pinatubo s'élève à la limite des provinces de Tarlac, la Pampangue et Zambales, la caldeira se trouvant intégralement dans cette dernière. Il se situe à proximité des villes de Manille (90 kilomètres au sud-est, 1 660 000 habitants), Quezon City (90 kilomètres au sud-est, 2 680 000 habitants), Ángeles (20 à 25 kilomètres à l'est, 264 000 habitants), Tarlac (50 kilomètres au nord-est, 262 000 habitants) et San Carlos (80 kilomètres au nord, 154 000 habitants). Dans un rayon de 40 kilomètres autour du volcan se concentre une population de plus de 500 000 personnes, soit un accroissement démographique de plus de 130 000 personnes depuis 1991. Au nord-ouest d'Ángeles se trouve en particulier la nouvelle zone franche de Clark, à la place de l'ancienne base aérienne de l'United States Air Force, abritant près de 20 000 personnes.

### Topographie

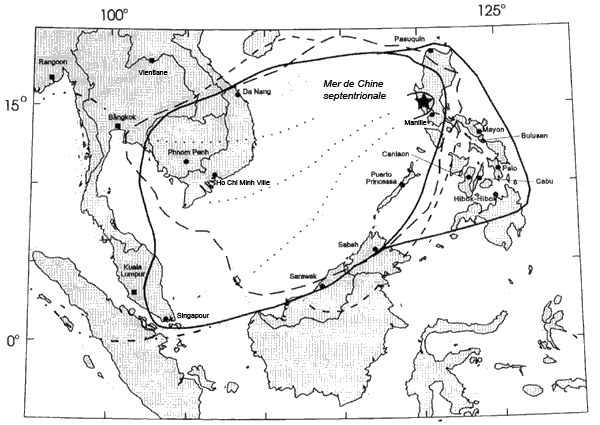
Carte indiquant l'emplacement du Pinatubo et les régions recouvertes par les dépôts de cendres volcaniques en 1991.

Avant la catastrophe de 1991, le Pinatubo est une montagne paisible et son sommet culmine à 1 745 mètres d'altitude, dominant de seulement 600 mètres la plaine environnante et d'à peine 200 mètres tous les sommets alentour. À ses pieds, principalement dans des barangays, vivent plus de 30 000 personnes, essentiellement des Aetas, un peuple indigène de chasseurs-cueilleurs qui ont fui les plaines pour échapper aux persécutions des Espagnols vers 1565. Grâce à leurs terres fertiles et à l'abondance des précipitations, les flancs du volcan sont propices à l'agriculture et les Aetas y font pousser du blé, de l'orge et du riz. La majeure partie de la montagne est recouverte d'une dense végétation tropicale où ils vivent en symbiose.
Plusieurs systèmes hydrologiques prennent leur source au Pinatubo, les principaux étant constitués des rivières Bucao, Santo Tomas, Maloma, Tanguay ou encore Kileng. Avant l'éruption, ils formaient des écosystèmes riches mais les dépôts de cendres ont comblé les vallées sur une épaisseur importante. Des études montrent qu'il faudra de nombreuses années pour qu'ils retrouvent leur apparence.
Dans le même temps, à cause de la violence de l'éruption, le sommet de la montagne est décapité et perd une hauteur de plus de 250 mètres. Désormais son altitude atteint 1 486 mètres et un grand lac de cratère, dont le niveau varie entre 820 et 840 mètres d'altitude selon les précipitations, comble le fond de la caldeira qui mesure 2,5 kilomètres de diamètre.

### Géologie

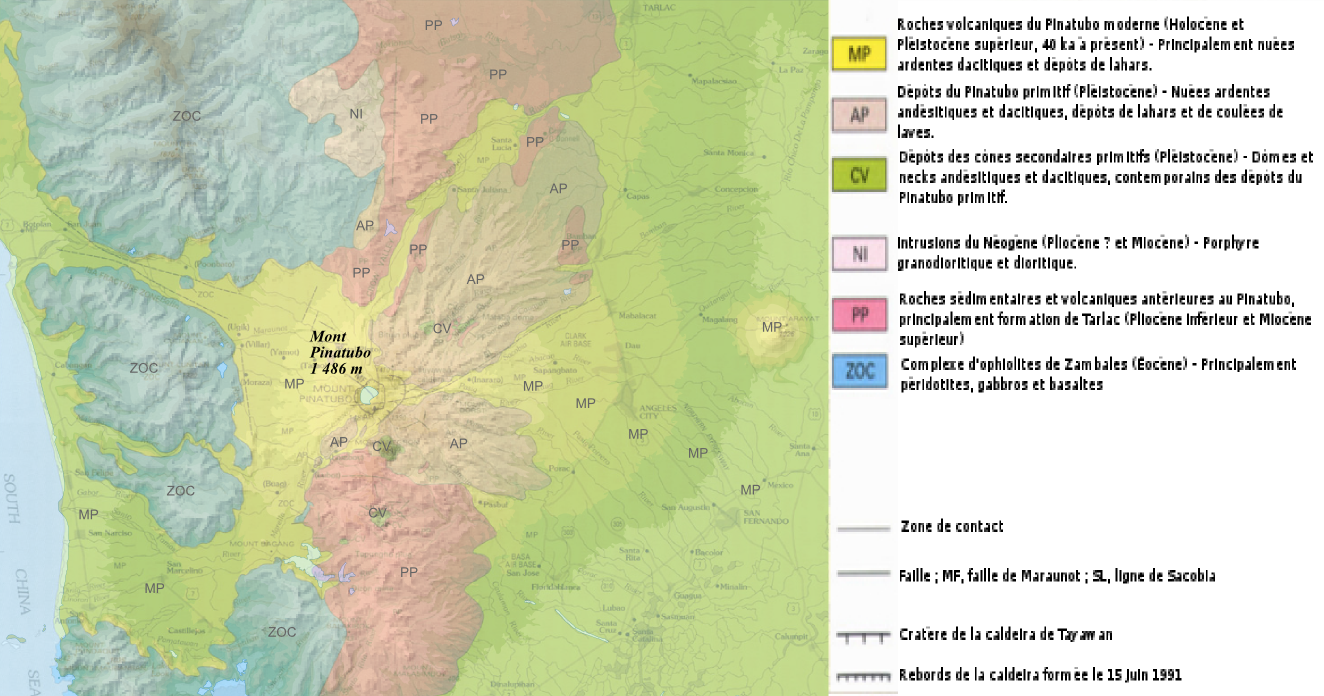
Carte géologique du Pinatubo.

Le Pinatubo est un volcan complexe formé de dômes de lave imbriqués dans un stratovolcan d'andésite et de dacite. Il repose sur un socle composé à l'ouest de roches océaniques appelé complexe d'ophiolites de Zambales et à l'est de roches sédimentaires et volcaniques antérieures au Pinatubo et faisant essentiellement partie de la formation de Tarlac. Ses pieds sont noyés sous une masse de débris déposés par des nuées ardentes et des lahars. À l'est du sommet, ces dépôts datent du Pinatubo primitif formé entre un million d'années et environ 45 000 à 35 000 ans,. À l'ouest et autour du sommet, ces dépôts datent du Pinatubo moderne formé depuis 35 000 ans dont l'histoire éruptive est entrecoupée de grandes éruptions explosives dacitiques.
L'éruption de 1991 marquant la fin d'un repos ayant duré environ 500 ans fait partie des plus petites éruptions qu'ait connu le volcan,, malgré l'important volume de matériaux éjecté estimé à plus de 10 km3. L'éruption s'inscrit dans le type éruptif plinien du volcan avec la formation de dômes de lave générant des nuées ardentes et de fortes explosions produisant de grandes quantités de cendres volcaniques qui, une fois mêlées aux pluies, peuvent donner naissance à des lahars. Dans les premiers temps de l'éruption, la roche magmatique formant le dôme de lave est une andésite hybride composée d'une matrice de dacite riche en phénocristaux comportant des inclusions de basalte riche en olivine et pyroxène hydratés. Progressivement, ces roches sont remplacées par des éjectas constitués de dacite chauffée avant les explosions à environ 800 °C et soumise à une pression de 2,2 ± 0,5 kbars entre sept et onze kilomètres de profondeur. Les phénocristaux les plus abondants sont la hornblende et les plagioclases mais des minéraux inhabituels sont présents tels que l'anhydrite composé de sulfate de calcium. Ce magma est plus oxydé qu'à l'accoutumée et probablement à l'origine de la nature sulfurique de l'éruption.
De par sa nature volcanique, le Pinatubo est en outre une source de matières premières tels des minerais et métaux comme ceux relâchés lors de l'éruption de 1991 : 800 000 tonnes de zinc, 600 000 tonnes de cuivre, 550 000 tonnes de chrome, 300 000 tonnes de nickel, 100 000 tonnes de plomb, 10 000 tonnes d'arsenic, 1 000 tonnes de cadmium et 800 tonnes de mercure.

### Climat
Le climat des Philippines est de type tropical influencé par la mousson. Celle-ci provient de masses d'air venant soit du nord-est et donnant une « mousson sèche » de fin octobre à mars, soit venant du sud-ouest avec d'importantes quantités de pluies de mai à octobre tandis qu'en avril et début mai, les alizés dominants du Pacifique nord soufflent sur l'archipel. Hormis leur impact sur les températures, plus basses qu'en plaine en raison de l'altitude, les monts Zambales orientés selon un axe nord-sud agissent surtout sur le niveau des précipitations en formant une barrière à la circulation des masses d'air principales. Les versants exposés au vent reçoivent ainsi des quantités d'eau sensiblement accrues. Ainsi, le Pinatubo est soumis à des précipitations approchant quatre mètres par an en moyenne, soit le double d'une ville comme Ángeles. En août, il tombe quotidiennement 36 millimètres d'eau en moyenne et cette valeur peut atteindre 180 millimètres certains jours. Le record date du 19 mai 1966 avec 442 millimètres en 24 heures. En outre, le nord du pays est plus encore que le sud exposé au passage des typhons, durant la période de juin à décembre.
| Mois                         | Janv | Fév | Mars | Avr | Mai | Juin | Juil | Août | Sept | Oct | Nov | Déc | Année |
| ---------------------------- | ---- | --- | ---- | --- | --- | ---- | ---- | ---- | ---- | --- | --- | --- | ----- |
| Températures moyennes (°C)   | 26   | 27  | 28   | 29  | 29  | 28   | 28   | 27   | 28   | 28  | 27  | 26  | 27,5  |
| Précipitations moyennes (mm) | 11   | 15  | 24   | 41  | 174 | 257  | 392  | 418  | 275  | 187 | 87  | 33  | 1 914 |

### Faune et flore

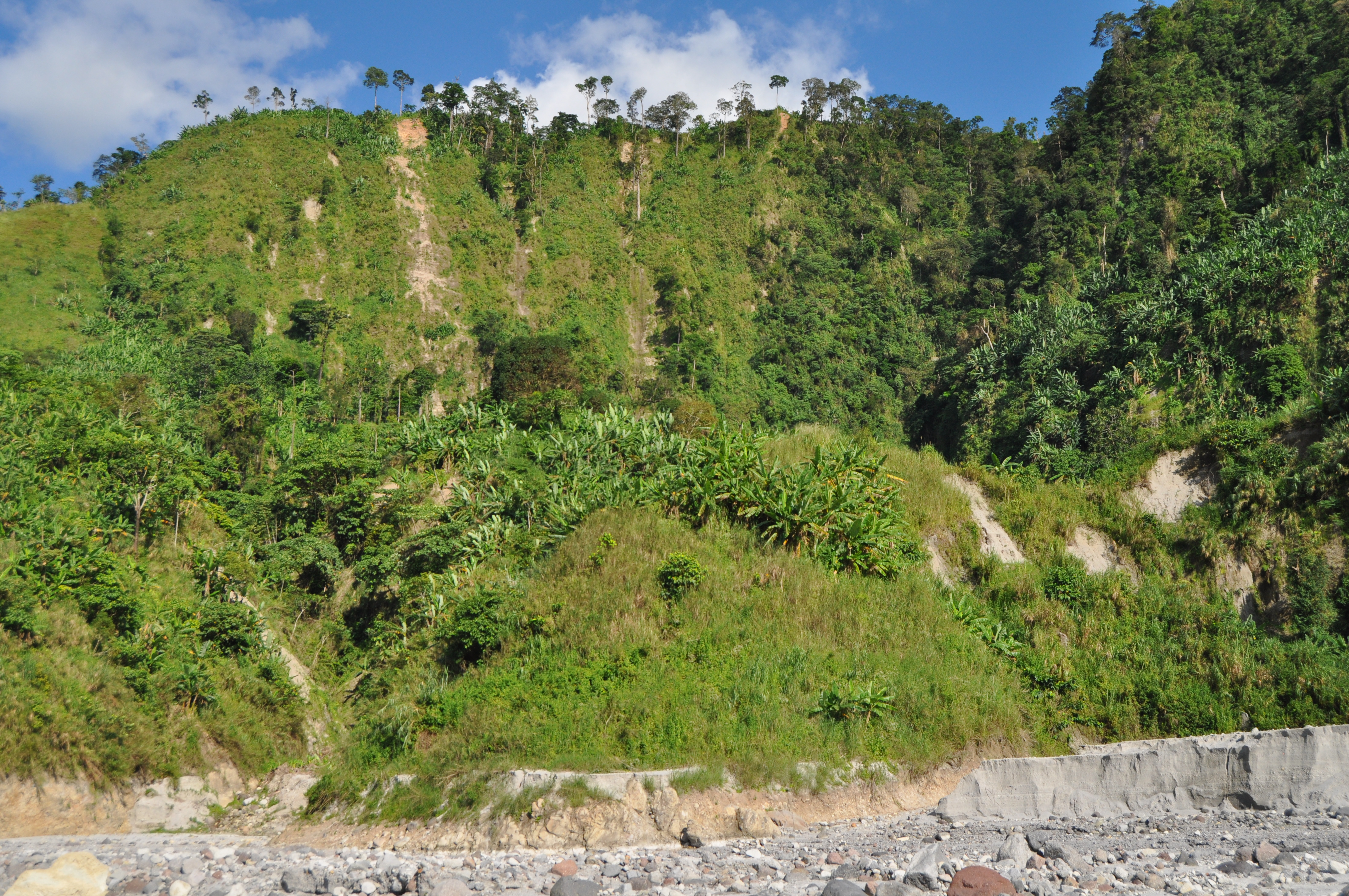
Vallée autour du Pinatubo.

Après l'éruption de 1991, des échantillons prélevés dans les sédiments de mer de Chine méridionale ont montré une très forte diminution de la quantité de foraminifères benthiques et une baisse de leur diversité. Des espèces pionnières comme Quinqueloculina spp. ont pu dans le même temps bénéficier de l'abondance de nutriments des matériaux pyroclastiques ou ont montré une meilleure capacité d'adaptation à de nouvelles conditions environnementales. L'éruption a donc généré une perturbation écologique forte sur le milieu naturel.
Aujourd'hui, bien que certaines zones du volcan soient encore stériles, la plus grande partie de la montagne a retrouvé sa biodiversité depuis la fin des lahars en 1997. Trente-neuf espèces végétales sont endémiques du seul Pinatubo. Le climat humide permet la prolifération des mousses mais aussi sur le plan animal de nombreux insectes dont plusieurs espèces de papillons. La forêt abrite des chauves-souris, en particulier Aethalops alecto ou roussette pygmée, des singes et des rongeurs. Des poissons, des algues, des crustacés, des reptiles et des amphibiens ont repeuplé les écosystèmes aquatiques. Ainsi, les serpents et les grenouilles constituent la source de protéines la plus importante pour les Aetas.

## Histoire

### Formation

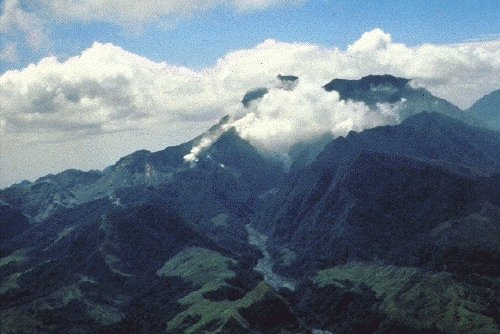
Le Pinatubo avant l'éruption de 1991.

Le Pinatubo commence à se former il y a environ un million d'années,. Le stratovolcan est alors composé d'andésites et de dacites et ne semble pas avoir connu d'explosion majeure. Il culmine à environ 2 300 mètres d'altitude sous la forme d'un dôme. Beaucoup de reliefs qui entourent le Pinatubo moderne, comme le mont Negron, le mont Cuardrado ou le Mataba, sont des anciennes bouches périphériques formées à partir des dômes de lave ou des restes du volcan original ayant résisté à l'érosion,.
Il y a environ 45 000 à 35 000 ans au plus tard, le Pinatubo acquiert au fur et à mesure des éruptions pliniennes qui y produisent sa structure actuelle, celle d'un volcan complexe formé de dômes de lave imbriqués dans un stratovolcan d'andésites et de dacite, le tout entouré par des dépôts de lahars et de nuées ardentes. Ces dépôts qui entourent le volcan au point de masquer sa base sont le résultat de grandes éruptions explosives dacitiques qui semblent avoir été suffisamment importantes pour éjecter plus de 10 km3 de matériaux chacune. Ces éruptions se sont produites il y a 17 000 ans, 9 000 ans, 6 000 à 5 000 ans et 3 900 à 2 300 ans. Elles se sont raréfiées dans le temps au point d'être espacées parfois pendant plusieurs centaines ou milliers d'années et leur puissance a aussi décru. L'éruption de 1991 constitue ainsi une des plus petites éruptions identifiées sur ce volcan et survenant après 500 ans de repos soit une période relativement courte,. Cette période de repos permet au Pinatubo d'acquérir son aspect tel qu'avant 1991, avec une érosion ayant creusé de profondes ravines sur ses flancs recouverts d'une épaisse forêt tropicale. Son aspect postérieur à 1991 est bouleversé par l'éruption ayant marqué son réveil avec plus d'une centaine de mètres d'épaisseur de dépôts dus aux coulées pyroclastiques et aux lahars sur ses flancs et la formation d'une caldeira de 2,5 kilomètres de diamètre à la place du cratère sommital.
Bien qu'il n'y ait pas de mémoire populaire d'éruptions antérieures à celle de 1991, certains Aetas rapportent que leurs anciens avaient observé de petites explosions par le passé. Ces observations ont très bien pu avoir lieu puisque l'éruption antérieure à celle de 1991 remonte au XVe siècle et que la région était déjà habitée depuis des milliers d'années. De type plinien, cette éruption, vraisemblablement d'indice d'explosivité volcanique de 5, a produit des dômes de lave au sommet du volcan qui sont à l'origine de puissantes explosions, de nuées ardentes et de lahars qui ont très certainement occasionné des dégâts, au moins à l'écosystème environnant. La nature géothermique autour du volcan était connue avant 1991 mais ce n'est qu'après l'éruption que les géologues se sont intéressés à l'histoire volcanique de la région.

### Éruption de 1991

#### Prémices
Le 16 juillet 1990, un séisme de magnitude 7,8 sur l'échelle de Richter secoue l'île de Luçon et fait 1 450 morts. Son épicentre se trouvant à une centaine de kilomètres au nord-est du Pinatubo, certains volcanologues ont considéré que c'était peut-être l'événement déclencheur de l'éruption de 1991. Deux semaines après cette secousse, des habitants rapportent avoir vu de la vapeur sur le volcan mais les scientifiques qui inspectent la montagne concluent que cela provient d'un petit glissement de terrain plutôt que d'une quelconque activité volcanique.
Le 15 mars 1991, une succession de secousses est ressentie par des villageois sur le bord nord-ouest du volcan. Dans les deux semaines qui suivent, ces secousses s'intensifient et il devient clair qu'une activité volcanique se prépare. Le 2 avril, le volcan se réveille  et une éruption phréatique se produit le long d'une faille de 1,5 kilomètre à proximité du sommet. Dans les semaines qui suivent, de petites explosions phréatomagmatiques se produisent, déposant des cendres volcaniques tout autour du volcan. Des centaines de séismes sont détectés chaque jour.
L'activité volcanique s'intensifie au cours des mois d'avril et de mai. Les mesures d'émission de dioxyde de soufre montrent une augmentation très rapide, de 500 tonnes par jour le 13 mai à 5 000 tonnes par jour le 28 mai, preuve de la remontée du magma à l'intérieur du volcan. Après le 28 mai, le taux de dioxyde de soufre émis chute, le dégazage du magma semblant bloqué dans le volcan. L'augmentation de la pression dans la chambre magmatique est alors à craindre, ce qui présenterait le risque d'une éruption explosive.
La première sortie du magma survient le 3 juin et la première grosse explosion le 7 juin, générant une colonne de cendres atteignant sept kilomètres d'altitude. Le Philippine Institute of Volcanology and Seismology, en partenariat avec l'Institut d'études géologiques des États-Unis, émet alors une alerte de menace d'éruption majeure dans les deux semaines.

#### Évacuation

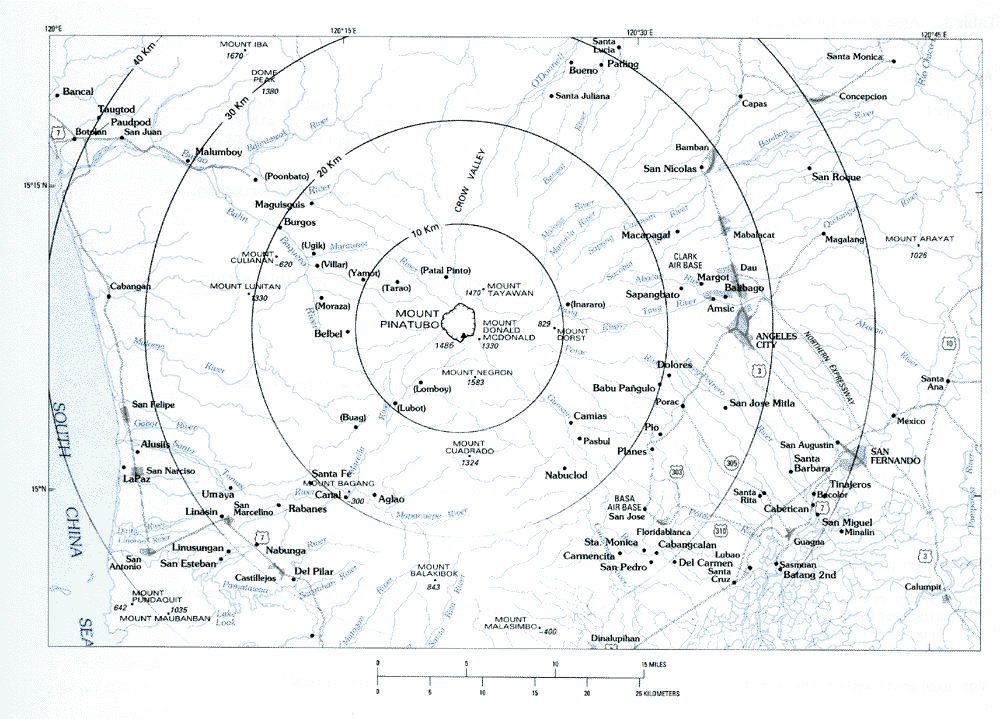
Carte des zones d'évacuation autour du Pinatubo.

Devant les signes de plus en plus évidents d'une éruption majeure, le Philippine Institute of Volcanology and Seismology et les organismes volcanologiques internationaux tentent de convaincre les autorités locales du danger réel. La difficulté majeure tient dans la bonne évaluation de ce risque : un catastrophisme trop grand peut discréditer les autorités compétentes, alors que la négation du danger peut entraîner des milliers de morts.
Après de multiples concertations, trois zones d'évacuation sont définies : une zone centrale de dix kilomètres de diamètre centrée sur le sommet du volcan, une zone intermédiaire entre dix et vingt kilomètres depuis le sommet et une troisième zone entre vingt et quarante kilomètres, recouvrant notamment la base aérienne de Clark et la ville d'Ángeles. Plus de 40 000 personnes vivent dans les deux premières zones et près de 331 000 dans la troisième. Cinq niveaux d'alertes sont définis et chaque jour un bulletin émis par les journaux, les radios et les télévisions quantifie pour chaque zone le niveau d'alerte.
Beaucoup d'Aetas qui vivent sur les flancs du volcan quittent leurs villages de leur propre chef. La première évacuation officielle débute dans la première zone le 7 avril. L'évacuation de la deuxième zone est décrétée le 7 juin après que le niveau 4 d'alerte a été atteint. Le 14 juin, le niveau 5 est atteint dans la troisième zone entraînant l'évacuation de 60 000 personnes. La plupart se réfugient à Manille et à Quezon City et plus de 30 000 personnes sont installées au Stadium Amoranto de Quezon City.

#### Premières explosions

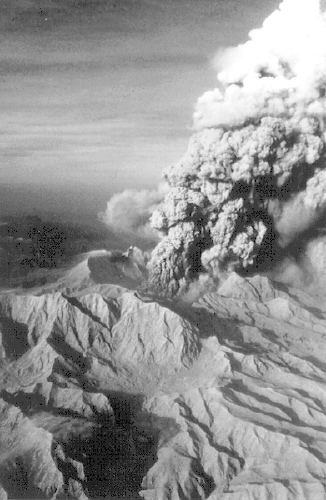
Vue aérienne du panache volcanique s'élevant depuis le cratère lors d'une explosion de début juin 1991.

Début juin, les capteurs de déformation montrent que le volcan se dilate, apportant la preuve de la remontée du magma sous la montagne. Dans le même temps, l'épicentre des séismes se rapproche de plus en plus de la surface et du sommet. Le 7 juin débute l'éruption avec la première sortie du magma qui entraîne la formation d'un dôme de lave au sommet du volcan. Ce dôme grossit durant les cinq jours suivants jusqu'à atteindre 200 mètres de diamètre et 40 mètres de hauteur.
À 3 h 41 le matin du 12 juin, une petite explosion marque le commencement d'une phase plus violente de type plinien. Quelques heures plus tard, de grosses explosions qui durent plus de trente minutes génèrent une colonne éruptive atteignant 19 kilomètres d'altitude et des coulées pyroclastiques qui ravagent les vallées sur quatre kilomètres. Quatorze heures plus tard, une explosion de quinze minutes génère un panache de 24 kilomètres d'altitude.

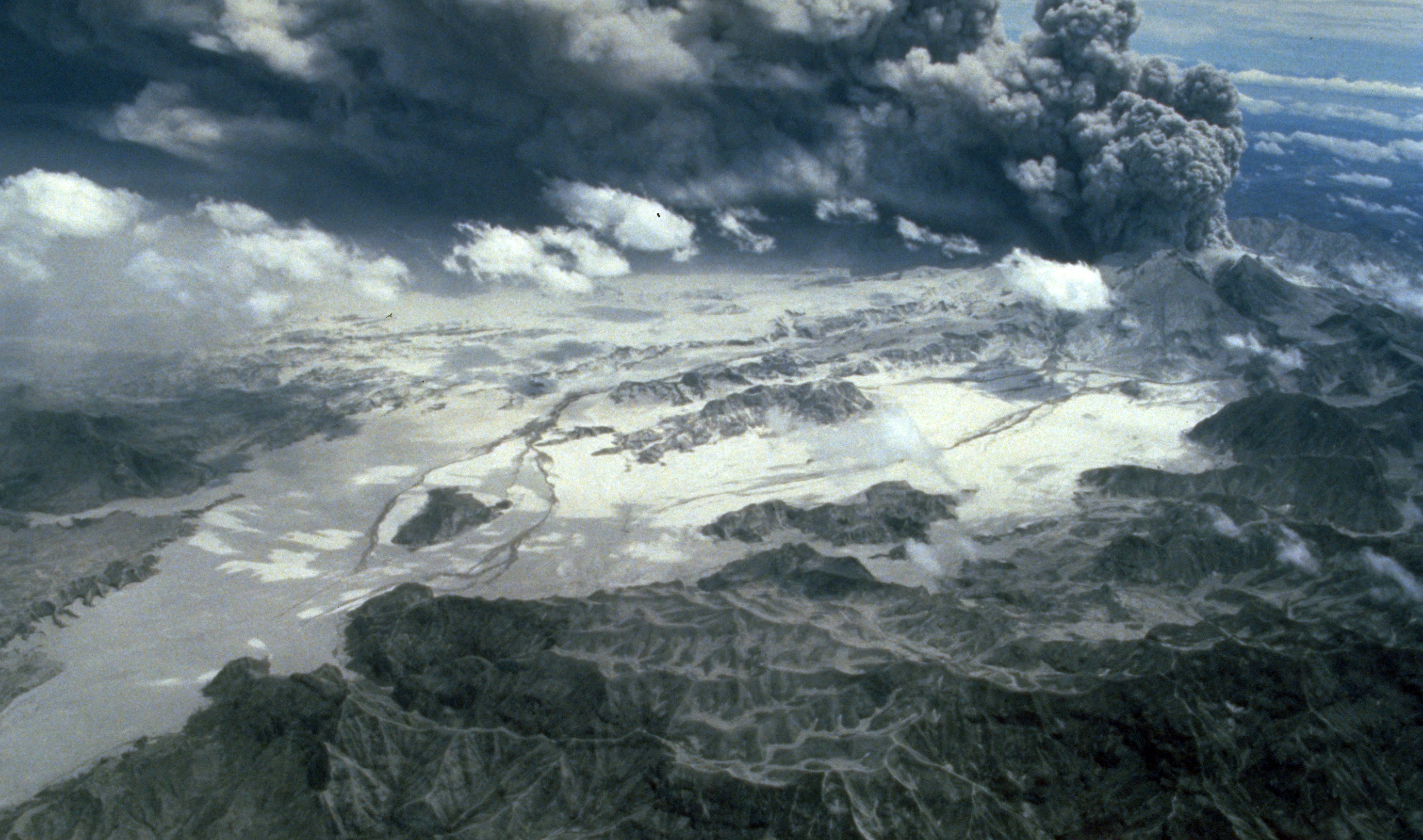
Vue aérienne du Pinatubo le 29 juin 1991 : la vallée Marella (au premier plan) est obstruée par les matériaux émis par les nuées ardentes et les panaches volcaniques depuis la caldeira (au dernier plan à droite) au cours d'explosions.

Une troisième éruption démarre à 8 h 41 le matin du 13 juin, elle dure cinq minutes et une colonne de 24 kilomètres d'altitude se forme à nouveau. Après trois heures d'accalmie, l'activité sismique s'intensifie au cours des 24 heures suivantes jusqu'à l'explosion du 14 juin à 13 h 9 qui forme une colonne éruptive de 21 kilomètres d'altitude.
Une quantité remarquable de cendres volcaniques est éjectée au sud-ouest du volcan durant ces quatre explosions majeures. Deux heures après la dernière de ces quatre explosions, une série d'explosions se déroule sur une période de 24 heures et génère d'importantes coulées pyroclastiques qui parcourent les vallées sur des kilomètres.

#### Paroxysme

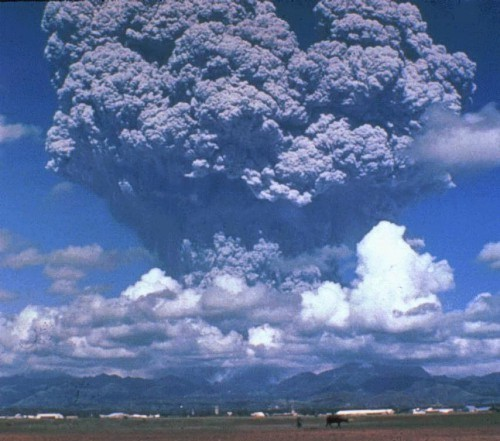
Vue du panache volcanique au-dessus du Pinatubo juste après l'explosion principale le 15 juin 1991.

Le 15 juin, c'est l'apogée de l'activité éruptive. De fortes secousses sont enregistrées à 13 h 42 qui saturent les sismographes de la base aérienne de Clark. À 14 h 30, ceux-ci tombent en panne à cause de la forte concentration de cendres volcaniques. Des variations brutales de la pression atmosphérique sont également enregistrées.
Le même jour, le typhon Yunya atteint l'île de Luçon à 75 kilomètres au nord du volcan. Les pluies diluviennes empêchent l'observation directe de l'éruption mais les mesures montrent que les particules sont éjectées jusqu'à 34 kilomètres d'altitude et que des nuées ardentes déferlent sur plus de seize kilomètres durant le paroxysme qui dure trois heures. En se mêlant aux cendres volcaniques en suspension ou tombées à terre, les pluies forment des coulées de boue volcanique appelées lahars.
Le nuage de cendres se déploie sur 125 000 km2, plongeant dans l'obscurité totale une grande partie de l'île de Luçon. Des cendres qui forment comme des flocons de neige grise se déposent sur la majeure partie de l'île. Des blocs volcaniques tombent dans toute la mer de Chine méridionale et la cendre est emportée vers l'ouest jusqu'au Viêt Nam, au Cambodge et en Malaisie.
Vers 22 h 30, soit neuf heures après le début de la phase paroxysmique, la pression atmosphérique décroît vers des valeurs normales. Les volcanologues considèrent cet horaire comme marquant la fin de l'apogée éruptif.

#### Fin de l'éruption

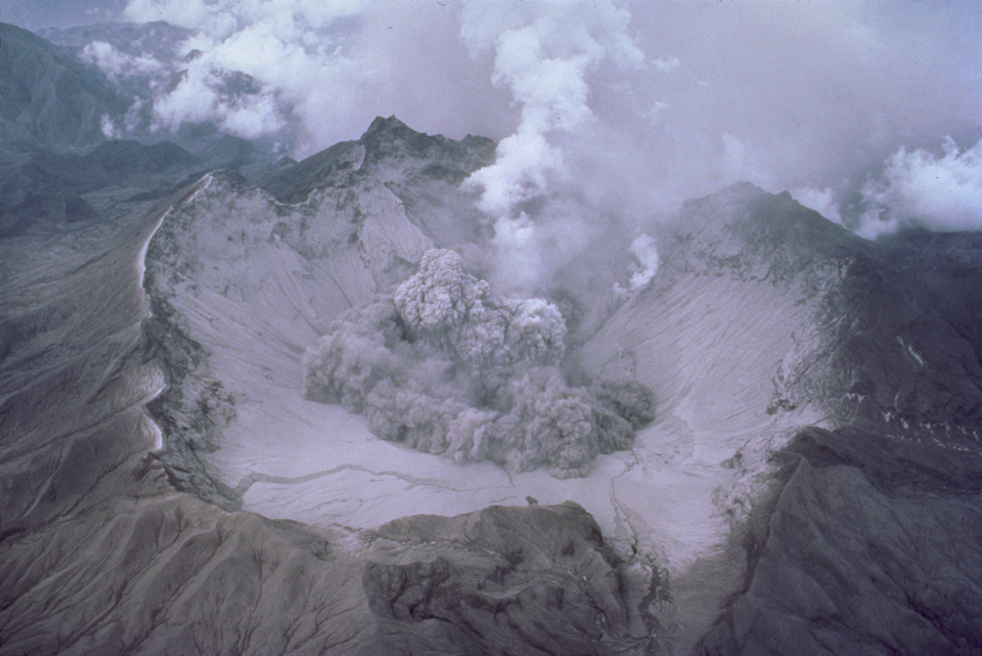
Vue aérienne du début de l'explosion du 1 août 1991. En plus de la colonne blanche composée de gaz volcaniques s'élèvent des volutes grises de cendres volcaniques qui retombent en recouvrant le fond du cratère.

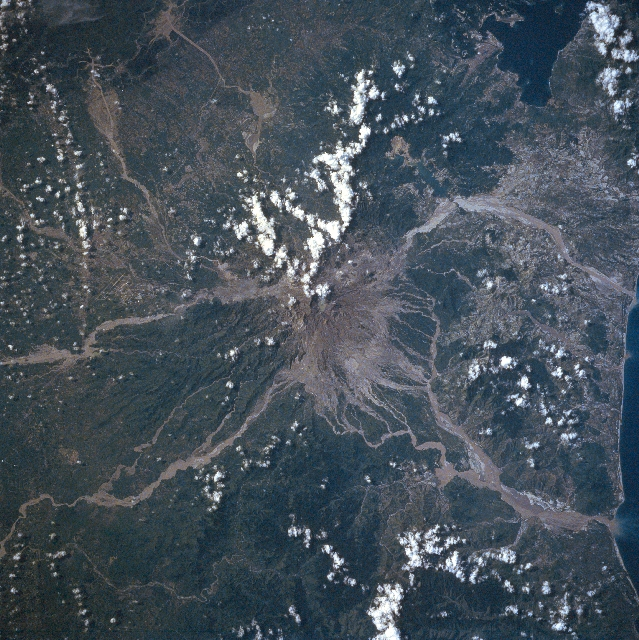
Image prise depuis la navette spatiale Atlantis en 1992 au-dessus du Pinatubo. De la caldeira et de ses abords recouverts de cendres (au centre) rayonnent des vallées encombrées par des matériaux déposés par des lahars (en gris) jusque dans la mer de Chine méridionale (à droite) et la baie de Manille (en haut à gauche).

Après l'apogée du 15 juin 1991, l'activité volcanique continue de manière régulière jusqu'au mois d'août avec des explosions projetant des cendres, puis de manière épisodique le mois suivant pour s'achever le 2 septembre. Au total, cette éruption plinienne a éjecté 10 km3 de matière, soit dix fois la quantité de matière rejetée par celle du mont Saint Helens en 1980. Cela en fait l'éruption la plus importante depuis celle du Novarupta en 1912. L'indice d'explosivité volcanique de cette éruption colossale est estimé à 6 sur une échelle de 8 ; elle est donc aussi puissante que l'éruption du Krakatoa en 1883. Le sommet du volcan décapité est remplacé par une caldeira de 2,5 kilomètres de diamètre. Le point le plus élevé du bord de la caldeira culmine à présent à 1 485 mètres d'altitude soit 260 mètres de moins que le sommet primitif.
Dès la fin des explosions, un lac acide se forme dans la caldeira par le recueil des eaux de pluie, le dôme de lave de 1992 y formant même une île. Au début, le lac est peu étendu, chaud (40 °C) et très acide avec un pH de 2. Par l'augmentation de sa superficie et de son volume, les pluies l'ont peu à peu refroidi et dilué au point qu'en 2003, il avait une température de 26 °C et un pH de 5,5. Le niveau du lac s'élevant en moyenne d'un mètre par mois jusqu'en septembre 2001, le gouvernement philippin craint alors que les parois de la caldeira ne cèdent sous la pression et décide de faire vidanger partiellement le lac. Neuf mille personnes sont à nouveau évacuées et une brèche de cinq mètres est pratiquée pour vider le lac d'un quart de son volume.

#### Conséquences directes

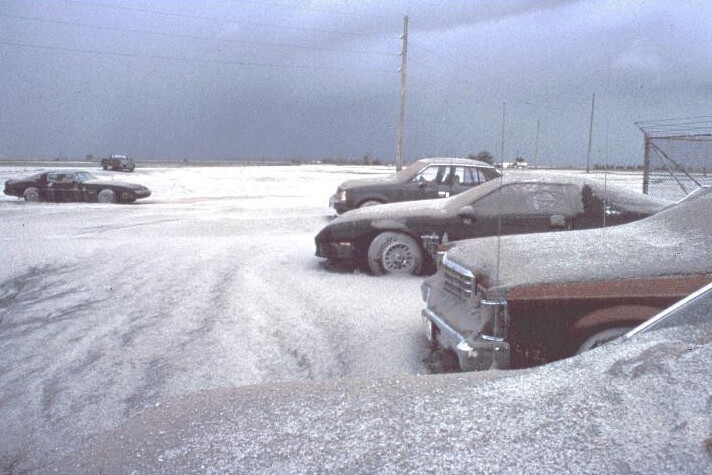
Voitures recouvertes de cendres volcaniques sur la base aérienne américaine de Clark.

Environ 300 personnes sont mortes directement à cause de l'éruption, la plupart dans l'effondrement des toits sous le poids de la cendre humide. Ce bilan relativement faible pour une éruption de cette importance est dû à la bonne prévision des risques par les volcanologues et à la décision d'évacuer les populations.
Malheureusement, la saison des pluies qui a suivi a créé d'autres lahars ce qui a contraint les populations à rejoindre des camps de réfugiés. Des centaines de personnes y sont mortes en raison des mauvaises conditions sanitaires.

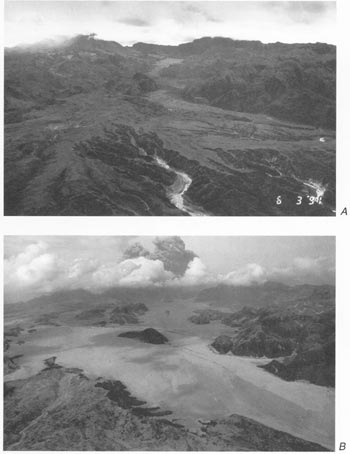
Photomontage comparatif de vues aériennes des vallées Maloma et Marella avant (en haut) et après (en bas) la phase paroxysmique de l'éruption et montrant leur comblement sur 200 mètres d'épaisseur par des matériaux pyroclastiques. Le sommet du Pinatubo (non visible) est au dernier plan.

Toute vie a disparu dans un rayon de quatorze kilomètres autour du volcan. L'agriculture a souffert : des centaines d'hectares de terre arable ont été rendus impropres à la culture et des  milliers de paysans ont tout perdu. Les États-Unis possédaient deux bases militaires dans la région, la base navale de Subic Bay à 75 kilomètres au sud-ouest et la base aérienne de Clark à 25 kilomètres à l'est. Elles furent toutes les deux abandonnées après avoir été sévèrement endommagées par l'éruption, notamment par les dépôts de cendres volcaniques.

#### Impacts économiques et sociaux

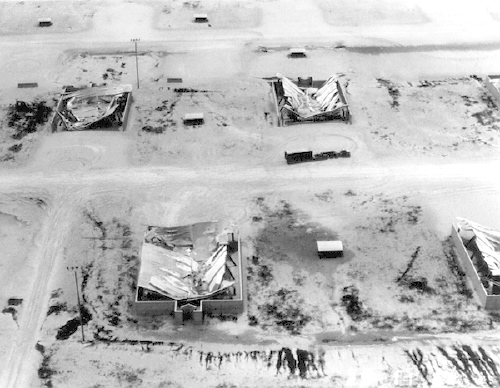
Vue aérienne d'une partie des installations de la base aérienne américaine de Clark le 29 juin 1991. Sous le poids des cendres volcaniques, les toits des hangars se sont effondrés.

L'éruption du Pinatubo a fortement pesé sur le développement économique de la région. Cette région représentant 10 % de la richesse nationale, la catastrophe a aussi pesé sur l'économie nationale, l'augmentation du PIB philippin a été d'à peine 2 % pour l'exercice 1990-1991 contre 5 % les années précédentes. La destruction des bâtiments et des infrastructures a coûté des milliards de pesos à l'État et les efforts furent immédiatement portés sur l'édification de digues et de barrages pour se prémunir des lahars.
Au total, 364 communautés et 2,1 millions de personnes furent touchées par l'éruption. Huit mille maisons furent complètement détruites et plus de 73 000 endommagées. Les nuées ardentes ont détruit les routes et les moyens de communication, le coût estimé des dommages sur les infrastructures est de 3,8 milliards de pesos.
Les nombreux efforts faits antérieurement en matière de reboisement furent annihilés par la destruction de 150 km2 de forêt représentant une valeur de 125 millions de pesos. Huit cents kilomètres carrés de rizières furent rendus impropres à toute culture et 800 000 têtes de bétail et de volailles furent tuées. Le coût pour l'agriculture est estimé à 1,5 milliard de pesos.
La destruction des équipements de santé et les mauvaises conditions d'hygiène dans les camps de réfugiés expliquent l'augmentation du taux de mortalité dans les mois qui suivirent l'éruption. Les dommages sur les écoles ont perturbé la scolarité de milliers d'enfants.
Les Aetas ont été les plus touchés par le réveil du volcan, la destruction de nombre de leurs villages ayant complètement bouleversé leur mode de vie. Relogés pour la plupart dans des campements, leurs conditions de vie demeurent difficiles. Incapables de subvenir à leurs besoins alimentaires avec les petites parcelles offertes par le gouvernement, beaucoup d'Aetas travaillent de ferme en ferme pour le compte des grands propriétaires des plaines, fragmentant leur société et la rendant dépendante de l'économie régionale.

#### Impacts sur le climat mondial

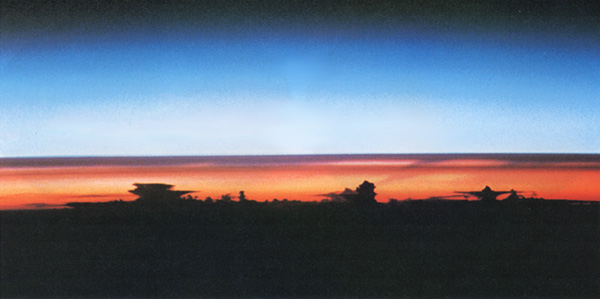
Photographie prise de la navette spatiale (mission STS 43) au-dessus de l'Amérique du Sud le 8 août 1991 et montrant la double couche du nuage d'aérosols (en gris foncé au-dessus des nuages).

Le Pinatubo a émis lors de son éruption une importante quantité d'aérosols et de cendres volcaniques dans la stratosphère. Les volcans rejettent en particulier des mégatonnes de dioxyde de soufre. Celui-ci réagit avec l'eau pour former des aérosols d'acide sulfurique qui se sont répandus dans toute la stratosphère dans l'année qui a suivi l'éruption. Cet apport d'aérosols dans la stratosphère est le plus important depuis l'éruption du Krakatoa en 1883, avec un total estimé à 17 millions de tonnes de dioxyde de soufre. C'est la quantité la plus importante jamais enregistrée par les instruments modernes.
L'acide sulfurique absorbe et réfléchit le rayonnement solaire, entraînant dans le cas du Pinatubo une diminution de la luminosité de l'ordre de 10 % à la surface terrestre. Il se produit alors un refroidissement à l'échelle mondiale : en 1992-1993, on estime la diminution de la température moyenne au sol entre 0,5 et 0,6 °C dans l'hémisphère nord et 0,4 °C sur tout le globe. Dans le même temps, les températures dans la stratosphère se sont accrues de plusieurs degrés Celsius en raison de l'absorption du rayonnement solaire par les aérosols.
Les cendres volcaniques et les aérosols envoyés dans l'atmosphère terrestre jusque dans la stratosphère se sont dispersés et ont fait plusieurs fois le tour de la Terre pendant près de trois ans. Ces fines particules et aérosols ont produit des couchers de soleil aux couleurs inhabituelles pendant plusieurs semaines dans l'hémisphère nord. Le temps pluvieux sur l'Amérique du Nord en 1992 et l'inondation de 1993 du Midwest américain sont en partie attribuables à l'augmentation de ces poussières atmosphériques qui ont servi à un ensemencement des nuages plus prononcé que la normale.
Cette éruption a aussi eu un effet sur la couche d'ozone, par la formation de gouttelettes d'acide sulfurique qui contribuent à augmenter de manière significative son taux de destruction. Dans les zones tempérées, les niveaux d'ozone ont atteint un minimum historique alors que dans l'hémisphère sud durant l'hiver 1992, le trou dans la couche d'ozone au-dessus de l'Antarctique a atteint la plus grande taille jamais observée (les nuages stratosphériques polaires menant à la destruction de cette couche se forment à partir des centres de nucléation offerts par les molécules d'acide sulfurique). L'éruption du mont Hudson au Chili en août 1991 a aussi contribué à cette destruction de la couche d'ozone.

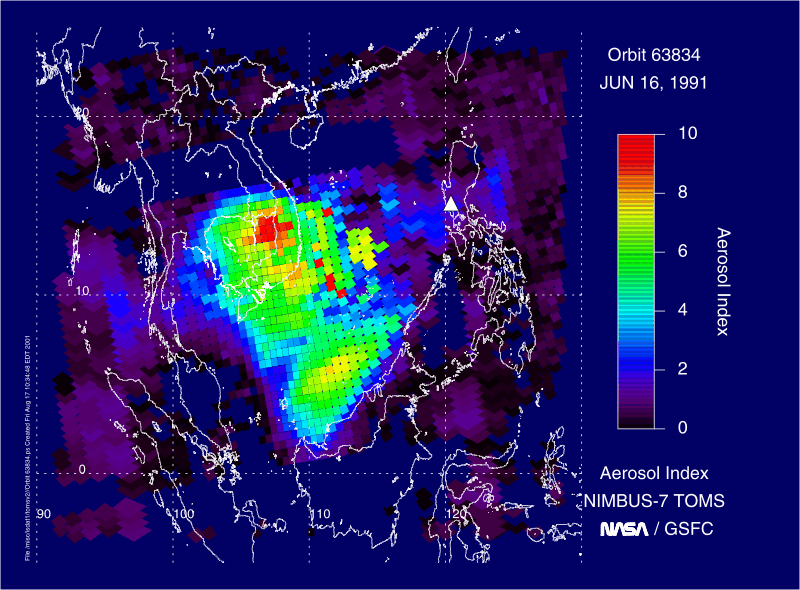
Mesures satellites des émissions de cendres et d'aérosols au-dessus de la mer de Chine méridionale et d'une partie de l'Indochine le 16 juin 1991.
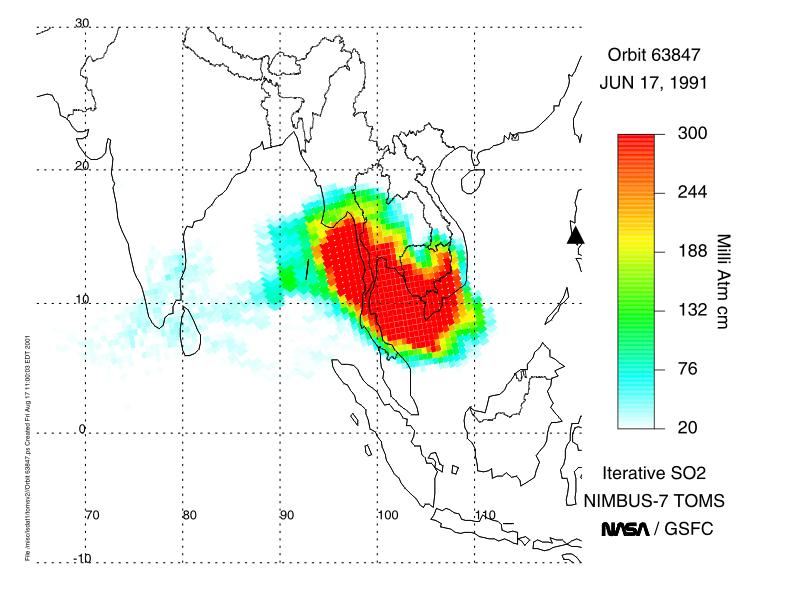
Mesures satellites des émissions de dioxyde de soufre au-dessus de la mer de Chine méridionale, de la mer d'Andaman et d'une partie de l'Indochine le 17 juin 1991.
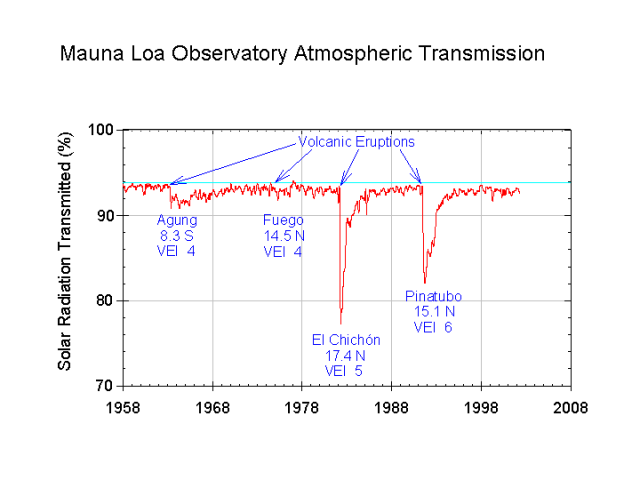
Graphique des mesures du rayonnement solaire (courbe rouge) effectuées à l'observatoire du Mauna Loa à Hawaï. Ce rayonnement solaire connait depuis 1958 quatre réductions importantes causées par quatre éruptions dont celle du Pinatubo.
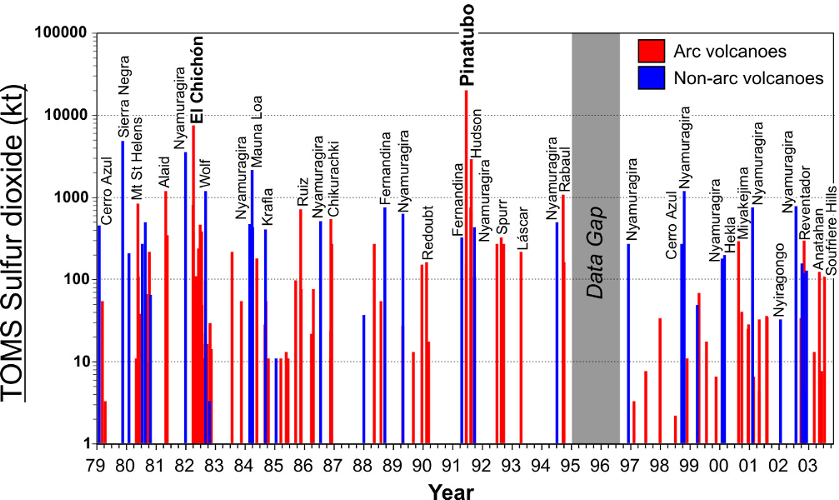
Graphique des mesures atmosphériques des émissions de dioxyde de soufre causées par des éruptions volcaniques dont celles du Pinatubo en 1991 (au centre).

### Poursuite de l'activité éruptive

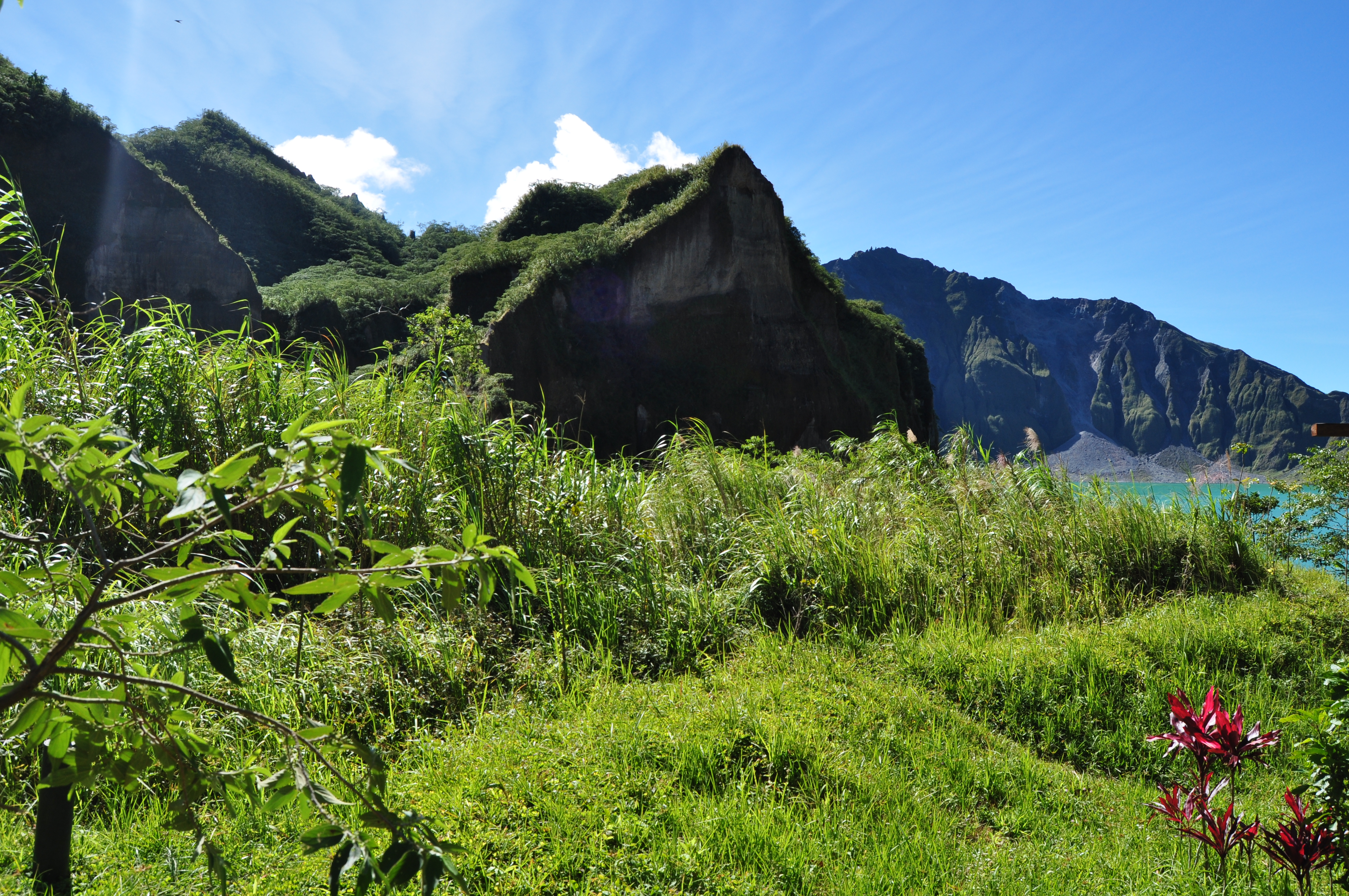
Vue de l'intérieur de la caldeira recolonisée par la végétation en 2012.

L'activité éruptive reste faible de la fin de l'éruption le 2 septembre 1991 jusqu'en juillet 1992 lorsqu'un nouveau dôme de lave se forme à l'intérieur de la caldeira. Ce dôme semble se composer de lave fraîche en provenance d'un réservoir profond plutôt que des reliquats de lave de l'éruption de 1991. Les volcanologues émettent alors l'hypothèse de nouvelles explosions violentes et certaines zones sont de nouveau évacuées. Cette éruption terminée le 30 octobre 1992 sera finalement peu violente avec un indice d'explosivité volcanique de 1,. Entre février et juillet 1993, une faible activité volcanique reprend dans la caldeira avec de petites explosions et une explosion phréatique de faible intensité survient le 30 novembre 2021.

### Gestion du risque volcanique
Bien que l'éruption de 1991 du Pinatubo soit une des plus importantes du XXe siècle en termes de puissance et de dégâts, elle reste relativement peu marquante comparée à d'autres éruptions historiques. Ceci est notamment dû au fait que la crise a été bien gérée avec une évaluation des risques efficace puisqu'elle a permis de sauver des milliers de personnes qui ont été évacuées à temps.
Cette protection de la population passe aussi par son information des risques encourus. Ainsi, dès le 15 juin 1991 soit au moment du paroxysme de l'éruption, la population évacuée est informée du risque que représentent les lahars grâce à la projection d'une vidéo sur la catastrophe d'Armero en 1985 qui a fait plus de 20 000 morts à cause des lahars, puis par des affichages expliquant les conseils à suivre. Ces campagnes d'information orchestrées par les volcanologues sont animées par des journalistes, des officiels experts et élus et des membres des forces de la police et de l'armée. Ces informations de la population se sont poursuivies les années suivant le réveil du volcan grâce à des cartes établies par des scientifiques et les autorités, notamment lorsque les niveaux d'alerte étaient modifiés en fonction de l'activité éruptive.
Ces cartes sont réalisées en fonction de la nature de la menace et des niveaux d'alerte. Pour une meilleure efficacité, ces niveaux d'alerte ont été modifiés en décembre 1992. Ils sont au nombre de cinq : le niveau 1 correspond au plus bas niveau d'alerte avec de légers signes d'activité tectonique, magmatique ou hydrothermale ; le niveau 2 correspond à une activité sismique modérée avec des signes de remontée de magma pouvant amener à une éruption ; le niveau 3 correspond à un risque relativement élevé avec des déformations du sol et des émissions de gaz volcaniques importantes avec probabilité forte d'une éruption sous quelques jours à quelques semaines ; le niveau 4 ramène cette probabilité à quelques heures avec l'intensification des secousses et l'apparition de petites explosions et le niveau 5, le plus élevé, est déclenché lorsqu'une explosion majeure est déclarée avec des risques pour les populations. Le niveau 3, le niveau le plus élevé déclenché depuis cette modification, est atteint pour la dernière fois en 1993.
Néanmoins, des incertitudes demeurent sur l'activité éruptive future du Pinatubo, notamment en ce qui concerne la durée d'une accalmie et l'arrivée d'une nouvelle éruption majeure. Ces questions sont essentielles pour les populations et les autorités qui veulent savoir si elles peuvent se réinstaller dans les zones sinistrées ou si ces dernières sont condamnées pour des années.

## Activités

### Écotourisme

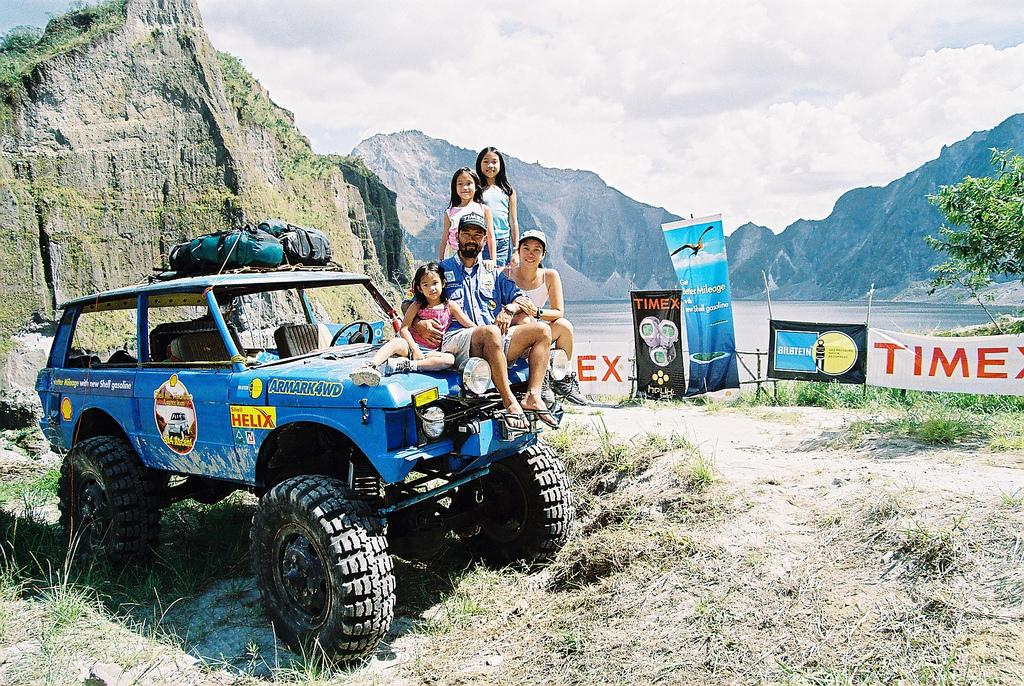
Famille arrivée en véhicule tout-terrain sur le rebord de la caldeira en mai 2004.

Sur la volonté du ministère philippin du tourisme datant de 1994, le Pinatubo est devenu une destination touristique populaire bénéficiant à l'économie de la région. Les visiteurs paient 500 pesos pour bénéficier des services d'un des trente guides ou vingt porteurs et 20 pesos de taxes au profit de la conservation de la nature. Ces devises permettent également de financer des projets communautaires, des services publics et des rénovations de bâtiments religieux mais aussi la construction de centres d'accueil des touristes. Des itinéraires sont tracés vers le volcan à la fin des années 1990 : l'approche s'effectue en une heure en véhicule tout-terrain jusqu'à cinq kilomètres de la caldeira représentant par la suite approximativement trois heures de marche. Une fois l'objectif atteint, la baignade est autorisée dans le lac avec certaines restrictions. En 2000, ces itinéraires sont déjà empruntés en moyenne par 1 200 randonneurs par mois et parfois une centaine par jour durant la saison haute de mars à mai. Environ 80 % viennent de l'agglomération de Manille, les étrangers étant principalement Européens. Le 30 novembre 2001, les autorités ont organisé une procession vers la montagne, similaire au pèlerinage du mont Fuji, afin de célébrer le dixième anniversaire de l'éruption de 1991 et offrir des fleurs et des fruits aux divinités des Aetas. Depuis, tous les ans, une « marche de la paix et de la tranquillité » a lieu. Un centre de relaxation coréen comprenant un terrain de golf s'est installé au pied du volcan. Un projet de téléphérique a été envisagé mais a été abandonné.

### Recherches géothermiques
Des prospections géothermiques sont menées en surface entre 1982 et 1986 puis en profondeur entre 1988 et 1990. En effet, des études géologiques en surface, hydrogéochimiques et géoélectriques laissent entrevoir des possibilités de développement dans la géothermie comme nouvelle source de production d'électricité grâce à des aquifères abritant de l'eau à une température de plus de 200 °C, principalement au nord-ouest du volcan, au niveau de systèmes de failles. Des résultats décourageants, en raison de la faible perméabilité des nappes et de l'acidité de leurs eaux, contraignent finalement à l'arrêt des recherches environ un an avant le début de l'éruption. Une des principales leçons tirées du Pinatubo concerne la nécessité de prendre en compte la pertinence pour le développement à long terme de systèmes géothermiques associés à de jeunes volcans. Un des moyens de s'assurer de leur pérennité est de suivre les compositions chimique et isotopique de l'eau et des gaz qui sont un bon indice des remontées de magma dans les systèmes hydrothermiques, mais ce suivi n'est généralement possible qu'après avoir dépensé d'importantes sommes d'argent dans le forage.

## Culture populaire
Élu septième président des Philippines le 30 décembre 1953, Ramon Magsaysay, natif de Zambales, nomme son avion présidentiel, un C-47 réaménagé par la force aérienne philippine, Mt. Pinatubo du nom du point culminant de sa région d'origine.
Le 17 mars 1957, alors qu'il est très populaire à huit mois des élections où il est donné favori à sa propre succession,, de retour d'un discours à Cebu et accompagné de plusieurs officiels gouvernementaux et militaires ainsi que de la presse, son avion s'écrase peu après le décollage contre le mont Manunggal, une montagne de l'île de Cebu dans le centre du pays. Le bilan est de 25 victimes et un seul survivant, Néstor Mata, un journaliste philippin. Après des rumeurs de sabotage, notamment en raison de l'implication de Magsaysay en tant que ministre de la Défense lors du précédent gouvernement contre une révolte communiste, les enquêtes concluent à une défaillance mécanique due à une fatigue de la structure de l'avion. Le vice-président Carlos Polistico Garcia assure l'intérim et remporte les élections suivantes. Deux millions de personnes assistent aux funérailles de Ramon Magsaysay le 22 mars 1957.

### Filmographie
- Surviving the Eruption at Mt. Pinatubo, docufiction de Gareth Harvey, 2005